# Verkiezingen voor het Europees Parlement 2004/Kandidatenlijst/PS
Dit is de kandidatenlijst van de Belgische PS voor de Europese Parlementsverkiezingen van 2004. De verkozenen staan vetgedrukt.

## Effectieven
1. Elio Di Rupo
2. Véronique De Keyser
3. Alain Hutchinson
4. Olga Zrihen
5. Joël Cordier
6. Muriel Targnion
7. Carmen Madrid Gonzalez
8. Jean-Marie Paquay
9. Michel Daerden

## Opvolgers
1. Philippe Busquin
2. Marc Tarabella
3. Fadila Laanan
4. Giovanna Corda
5. Grégor Chapelle
6. Simone Susskind